# 建设大街街道
建设大街街道，是中华人民共和国河北省秦皇岛市海港区下辖的一个乡镇级行政单位。

## 行政区划
建设大街街道下辖以下地区：
新征里社区、上秦家园社区、幸福里社区、交运里社区、文明里社区和秦皇社区。